# Театр Мошнина
Театр Мошнина (также «мошнинка») — театральный зал в Москве в XIX веке в доме В. П. Мошнина в Каретном Ряду (на его месте ныне располагается Сад Эрмитаж). Наряду с «немчиновкой» и «секретарёвкой» — один из московских маленьких «театров-табакерок» по выражению В. М. Дорошевича.
Использовался любительскими труппами. В начале 1880-х годов помещение использовал Артистический кружок, тогда же Г. Парадиз использовал зал под немецкие спектакли.
В 1889 году здание кратковременно арендовал театр Н. П. Дмитриева «Ренессанс». Здание было обновлено, часть нижнего этажа была отведена под зимний сад с фонтанами, гротами, аквариумами.
В 1891 году здание было сдано труппе провинциального актёра Линтварева.
С 1892 года здание использовалось под кафе-шантан «Виоль», названное по имени арендатора.
С 1892 по инициативе и на средства известного московского театрального антрепренёра Я. В. Щукина, решившего открыть здесь собственный театр и сад. Начинается подготовка здания и примыкающих к нему построек к масштабной реконструкции, В декабре 1894 года Щукин открывает на этом месте театр «Новый Эрмитаж», а в начале летнего сезона 1895 года  официально открывается сад «Новый Эрмитаж».